# 史蒂夫·约翰逊
克拉伦斯·斯蒂芬·约翰逊（英語：Clarence Stephen Johnson，1957年11月3日—），美国NBA联盟前职业篮球运动员。他在1981年的NBA选秀中第1轮第7顺位被堪萨斯城国王选中。